# 버던 오더토어리엄
버던 오더토어리엄(영어: Verdun Auditorium, 프랑스어: Auditorium de Verdun)는 캐나다 퀘벡주 몬트리올에 위치한 실내 경기장이다. CEBL 몬트리올 얼라이언스의 홈 경기장으로 사용되고 있다.